# Information Philosophie
Information Philosophie war eine viermal im Jahr erscheinende Zeitschrift zur aktuellen deutschsprachigen philosophischen Szene mit Nachrichten, Berichten, Interviews und Diskussionen über deren Forschungen, Probleme, Hintergründe, Positionen, Trends und Kontroversen. Sie verstand sich als unabhängig und keiner bestimmten philosophischen Richtung oder Gruppierung verpflichtet. Seit September 2024 stehen Digitalisate der Zeitschrift auf dem Portal des Fachinformationsdienst Philosophie zur Verfügung.

## Beschreibung
Jedes Heft der Information Philosophie begann mit dem Essay eines Fachphilosophen (u. a. Dieter Birnbacher, Günter Figal, Volker Gerhardt, Jürgen Habermas, Otfried Höffe, Norbert Hoerster, Herbert Schnädelbach, Ernst Tugendhat, Bernhard Waldenfels, Walter Ch. Zimmerli) zu einem Thema von allgemeinerem Interesse (z. B. Gentechnik, globale Gerechtigkeit, Reproduktionsmedizin, Sterbehilfe). Dabei handelte es sich meist um einen öffentlich gehaltenen Vortrag, gelegentlich gekürzt und so überarbeitet, dass auch jemand, der nicht vom Fach ist, angesprochen wurde.
Tagungen und Kongresse wurden mit Datum, Thema, Ort, Veranstalter und Internet-Adresse angekündigt, es wurde über sie berichtet, ebenso wie über Ereignisse an den Philosophischen Instituten und Seminaren, über Berufungen und Auszeichnungen. Über den universitären Bereich hinaus führten Berichte über Philosophische Praxen und Philosophische Cafés.
Eine fortlaufende Bibliographie informierte über die philosophischen Neuerscheinungen. Ausgewählte Bücher stellte Herausgeber Peter Moser in Form von Zusammenfassungen des Inhalts vor. Für Ausgaben gab es eine eigene Rubrik. In einer Rubrik Studium wurden vor allem Einführungen und Reader vorgestellt und kritisch bewertet. Über Bücher und Zeitschriften, die für den Unterricht und die philosophische Praxis zu verwenden sind oder die Didaktik der Philosophie betreffen, gab die Rubrik Unterricht Auskunft. Eine Zeitschriftenschau stellte einzelne Beiträge besonders heraus und skizzierte ihre Thesen.

## Geschichte, Redaktion und Verlag
Herausgeber und Schriftleiter war Peter Moser (* 1. Januar 1950 in Muri, Kanton Aargau), gelernter Buchhändler und Philosoph durch autodidaktisches Studium. Er begründete die Zeitschrift zusammen mit Kurt Scheuermeier, der schon die Zeitschrift Junior machte. Als Versuch erschien 1972 eine sechzehnseitige Nullnummer. Darin hieß es: „Information Philosophie informiert ganz allgemein über Philosophie … Philosophie wird dabei im weiten Sinn verstanden, auch wichtige Randgebiete werden von uns berücksichtigt.“ Vor allem sollte die Zeitschrift über philosophische Neuerscheinungen informieren. Daher erschien sie ab 1973 zunächst als Bulletin der Zürcher NOVA-Buchhandlung. Für die Redaktion war Peter Moser, für die Produktion Kurt E. Scheuermeier verantwortlich. Schon nach wenigen Jahren gründeten beide den Verlag und Buchhandlung Moser & Scheuermeier in Basel. Nach zwanzig Jahren wandte sich Scheuermeier anderen Aufgaben zu, blieb aber der Zeitschrift verbunden.
Mitredakteure waren Thomas Bolli (Luzern), Anton Hütter (Innsbruck) und Maria Schwartz (München).
1981 begegnete Peter Moser beim Kant-Kongress in Mainz seiner späteren Ehefrau Claudia Burger, die bei Joachim Kopper promoviert wurde. Nach Abschluss der Promotion stieg sie 1987 in die Arbeit an der Information Philosophie ein und wurde später Verlegerin der Firma, die seit 1991 Claudia Moser, Verlag und Buchhandel heißt und ihren Geschäftssitz in Lörrach hat.
Information Philosophie begann 1973 mit einer Auflage von 1000 Exemplaren. 1992 meldete Moser eine Auflage von 3.400 und Abonnenten in über 30 Ländern. 2002 war Information Philosophie mit einer Auflage von 4.200 die verbreitetste deutschsprachige philosophische Zeitschrift geworden. Nach einem Rückgang der Auflage stieg sie 2010 wieder auf 3.900, was auch auf eine rege Benutzung der Webseite Information Philosophie zurückzuführen ist.
Im Oktober 2012 erschien die 200. Ausgabe als Doppelheft mit einem Rückblick auf 40 Jahre Philosophie. Seit 2013 kam Information Philosophie in vier Ausgaben pro Jahr.
Mit der Ausgabe 3/4 (November 2022) beendete Information Philosophie ihr Erscheinen. Im Editorial begründete dies der Herausgeber damit, dass es angesichts der wachsenden Spezialisierung der akademischen Philosophie und des zunehmenden Medieninteresses an außerakademischem Philosophieren an der Zeit sei, ein Periodikum einzustellen, „das akademische Philosophie an ein breiteres Publikum vermitteln“ wollte.

## Auszeichnung
Für ihre Verdienste um die Philosophie verlieh Bundespräsident Horst Köhler im Jahr 2008 dem Ehepaar Moser das Bundesverdienstkreuz am Bande. In der Laudatio hieß es, „dass die Zeitschrift ‘Information Philosophie’ einen wesentlichen Anteil an der fachinternen Kommunikation im deutschsprachigen Raum hat, sie weit über das Fach Philosophie hinaus anerkannt ist und genutzt wird und dass sie für die Disziplin selbst nicht hoch genug einzuschätzen sei“.